# 이엄 (승려)
이엄(利嚴: 870 - 936)은 신라 말기와 고려 초기의 고승이다. 속성은 김(金)씨이다.
896년부터 911년까지 당(唐)에서 운거도응(雲居道膺)에게서 배우고, 귀국하여 고려의 국왕 왕건(王建)의 스승이 되었으며 태조 15년(932년)부터 해주(海州) 수미산(須彌山)의 광조사(廣照寺)에서 가르침을 폈다. 그의 문하 제자였던 처광(處光) 등의 승려와 문도들은 훗날 선교 9산(禪敎九山)의 일파인 수미산파를 형성하게 되었고, 이엄을 그 파조(派祖)이자 산문(山門)의 개조(開祖)로 받들었다.
사후 고려 조정으로부터 진철대사(眞澈大師)라는 시호를 받았다.

## 생애
이엄의 선대에 대해, 고려 태조 20년(937년)에 세워진 《광조사진철대사비》(廣照寺眞澈大師碑, 이후 '진철대사비'로 서술함)에 따르면 속성(俗姓)은 김씨(金氏)이며, 아버지는 김장(金章)으로 태어난 곳은 소태(蘇泰)라고 하였다. (진철대사비) 진철대사비에는 이엄의 어머니가 처음 임신했던 날  어머니의 꿈에 신령한 자태의 승려가 나타나 푸른 연꽃을 주며 길이 신표로 삼으라고 하였다고 한다.
《진철대사비》는 이엄의 선조에 대한 서술에서 "그 국사(國史)를 살펴보면 실로 성한(星漢)의 핏줄이다."라고 하여 신라 왕실의 종친인 것처럼 기술하였다. 이엄의 원조는 수도 서라벌을 떠나 웅천(熊川)에 자리를 잡았고, 아버지 김장은 부성(富城)에서 거주하였다.
이엄은 나이 열두 살에 가야갑사(迦耶岬寺)로 가서 승려 덕양(德良) 법사에게 의탁하여 스승으로 섬겼고, 반년 뒤에 삼장(三藏)을 모두 탐구하여, 덕양은 그를 유교의 안회나 불교의 아난다에 비기며 칭송하였다고 한다. 이후 2년 뒤인 가야갑사의 승려 도견(道堅) 율사(律師)로부터 구족계(具足戒)를 받고 승려가 되었다. 서기 886년으로, 신라 헌강왕(憲康王) 12년이자 정강왕(定康王) 원년의 일이다. 
건녕(乾寧) 3년(896년) 입절사(入浙使) 즉 절강을 통해 당으로 들어가는 신라의 사신 최예희(崔藝煕)의 배편을 빌려 당의 은강(鄞江)으로 건너가, 운거산에 주석하고 있던 조동종 선승 운거도응(雲居道膺)을 찾아가 그의 곁에서 6년을 수행하였다. 운거도응은 이엄에게 "도는 사람으로부터 멀리 있지 않고, 사람은 능히 도를 넓힐 수 있다. 동산(東山)의 종지는 다른 사람에게 있지 않고, 법의 중흥이 오직 나와 그대에게 달렸다. 나의 도는 동쪽에 있으니, 이를 유념하라."(道不遠人, 人能弘道. 東山之旨, 不在他人. 法之中興, 唯我與汝. 吾道東矣, 念玆在玆)라고 하였다. 《진철대사비》는 이를 "흙다리 위의 기약(圯上之期)처럼 애쓰지 않고도 조용히 법왕(法王)의 인장을 받았다."라고 표현하였다.
이후 이엄은 당의 영남(嶺南), 하북(河北)으로 여섯 개의 불탑을 순례하고, 호외(湖外)와 강서(江西)를 돌며 여러 선지식(善知識)을 두루 만났으며, 북쪽으로 항산과 대산까지, 남쪽으로 형산과 여산까지 발길을 디뎠다. 그 과정에서 '제후'(諸侯) 즉 번진의 절도사들과 만나기도 하였다.(진철대사비) 이엄이 귀국한 것은 서기 911년으로, 당 천우(天祐) 8년의 일이었다.
《진철대사비》는 이엄이 신라에 귀국하였을 때 나주(羅州)의 회진(會津)에 도착했다고 언급하고 있다. 나주는 궁예가 세운 고려(후고려)의 장군 왕건이 점령해 지배하고 있었다. 이엄은 나주에서 동쪽으로 김해에 이르렀고, 그곳에서 김해부지군부사(金海府知軍府事) 소율희(蘇律煕)의 권청(勸請)을 받아 승광산(勝光山)에서 머무르게 되었는데, 김해 지역이 후백제의 견훤에 의해 공략당하여 위태롭게 되면서 12년만에 이곳을 떠나, 사화(沙火)에서 길을 나와 준잠(遵岑)에 이르렀다. 한편 북쪽에서는 918년 왕건의 쿠데타로 궁예가 쫓겨나고, 왕건이 새로이 즉위하여 고려를 선포하였다. 
고려 천수 5년(923년) 왕건은 준잠의 토굴에 머무르고 있던 이엄에게 여러 차례 편지를 보내어 대면을 청하였고, 이듬해(924년) 2월 전(前) 시중(侍中) 권설(權說)과 태상(太相) 박수문(朴守文)을 보내 이엄을 개경으로 초청하였다. 진철대사비는 이엄이 개경의 대궐에 이르러 왕건을 만나던 모습을 "서역(西域)의 마등(摩騰) 스님이 한(漢)의 황제보다 먼저 전각에 오르는 것과 같았고, 강거(康居)의 승회(僧會) 스님이 처음으로 오(吳) 임금의 수레에 오르는 것과 같았다."라고 평하였다.
《진철대사비》에는 어느 날 왕건이 이엄을 찾아가서 그에게 "지금은 곧 나라의 원수가 자못 성가시게 굴고 이웃 나라가 번갈아 침략하니, 마치 초(楚)와 한(漢)이 서로 대립하여 자웅이 아직 결정되지 않은 것과 같습니다. 삼기(三紀, 36년) 동안 항상 두 가지 흉악함이 있었으니, 비록 절실히 살리기를 좋아하나 점차 서로 죽이는 것이 심해집니다."라며 조언을 구하였는데, 이엄이 "무릇 도는 마음에 있지 일에 있지 않고, 법은 자신에게서 나오지 남에게서 나오지 않습니다. 또한 제왕(帝王)과 필부(疋夫)는 수양하는 바가 각기 다르니, 비록 군대를 움직이더라도 또 백성을 가엾게 여깁니다. 무엇을 왕이라고 합니까? 사해(四海)를 집으로 삼고 만민(萬民)을 자식으로 삼는 자입니다. 무고한 무리를 죽이지 않고 죄 있는 무리를 다스려 이로써 여러 선(善)을 받들어 행하는 것, 이것이 널리 구제하는 것입니다."라고 조언하였다고 한다. 이엄은 개경을 떠나면서 왕건을 '인왕'(仁王)이라 부르며 "(중생을 구제하는) 서원을 넓히고 불법을 보호하는 일을 마음으로 삼아 밖에서 보호해주시는 은혜를 멀리까지 드리우고 백성을 우거지게 하는 복(蒼生之福)을 길이 쌓으십시오."라고 하였다. 이에 왕건은 장흥(長興) 3년(932년)에 하교하여 개경(開京) 서북쪽, 해주(海州) 남쪽에 신령한 봉우리를 가려서 절을 짓게 하였다. 절의 이름은 '광조'(廣照)라 하였다. 이엄은 왕명으로 광조사에서 머물게 되었다.
이엄은 자신이 세상을 떠나기 전에 자신이 묻힐 땅을 준비하였는데, 어느 날 잠시 잠이 들었을 때 신이 와서 머리 숙이며 맑은 샘물을 공양하고 여산 언덕(廬阜)의 거처할 곳을 가리키는 꿈을 꾸었다. 이엄은 그의 제자들에게 "올해 법연(法緣, 불법의 인연)이 다할 것이므로 필시 다른 곳으로 떠날 것이다. 나와 대왕(왕건)은 예전에 인연이 있어 이번에 만났으니, 마땅히 얼굴을 보고 이별하여 마음속 기약을 돕고자 한다."며, 곧 산을 내려와 개경으로 왔으나, 왕건은 이때 남쪽으로 후백제를 정벌하러 내려가 개경을 비운 상태였기에 볼 수 없었다. 돌아오는 길에 오룡산(五龍山) 아래에서 이엄은 "제자들에게 부처님께서 엄한 가르침을 주셨으니 너희들은 힘쓰거라."라고 하였다.
후당 청태(淸泰) 3년인 고려 태조 19년(936년) 8월 17일 밤중에 입적하였다. 향년 67세(법랍 49세). 사흘 뒤인 20일에 신좌(神座)를 본산으로 받들어 옮기고 광조사 서쪽으로 300보 떨어진 산봉우리에 하관하였다. 왕건은 개경으로 돌아와서야 이엄이 입적했다는 소식을 듣게 되었고, 특별히 친관(親官)에게 명하여 멀리에서나마 조제(弔祭)하였다고 한다.
이엄이 입적한 이듬해 후당 청태 4년(937년) 10월 20일에 광조사의 이엄의 비가 세워졌다. 비문을 작성한 것은 최언위(崔彦撝), 각자(刻字)는 군윤(軍尹) 상신(相信)이었다.

### 수미산문과 진철이엄의 선 사상
남무희는 2024년에 《한국불교사연구》에 발표한 '수미산문의 인물과 사상'에서 진철이엄의 선사상에서는 내부로는 삼한의 흩어진 민심을 통합하고 밖으로는 거란의 침입을 경계하는 '호국안민'이 강조되었을 것으로 볼 수 있다고 해석하며, 당시의 상황에 대한 분석을 시도하였다. 
고려 혜종 원년(944년)에 세워진 법경대사 경유의 비인 《장단오룡사법경대사보조혜광탑비》(약칭 법경대사비)에서는 경유와 형미, 여엄, 이엄을 "모두 해동(海東)에서는 4무외대사(無畏大士)라고 이른다"(共海東謂之四無畏大士也)라고 일컬어진다고 표현하였다. 법경대사비가 가리키는 네 명의 고승, 즉 '4무외대사'가 모두 운거도응의 법인을 받은 승려들이라는 점, 그리고 '무외대사'(無畏大士)라는 명칭이 《화엄경》권35 '십지품'에 보이는 "解脫月復請言 無畏大士 金剛藏 願說趣入第三地 柔和心者 諸功德"에서 따온 말이라는 점이 지적되고 있다. 아울러 이들 네 승려의 비석 모두 최언위가 지은 것이다.
이들 네 명의 승려 '해동 4무외대사'는 모두 905년부터 911년 사이에 신라로 귀국하였는데, 이들 가운데 선각대사 형미와 법경대사 경유 및 대경대사 여엄은 무주 지역으로 귀국한 것과 달리 진철이엄은 나주 지역으로 귀국하였다. 나주는 907년에 궁예의 휘하 장군이었던 왕건에 의해 점령되어 고려령이 되었고, 왕건의 지지 세력이 되었다. 이러한 점에서 진철이엄은 귀국할 당시 왕건으로부터 도움을 받았을 것으로 볼 수 있으며, 다른 승려들 역시 현존하는 비문을 통해 당시 나주를 중심으로 하는 서남해 해상권을 장악한 왕건이 이들을 적극적으로 만나려 했음도 확인되고 있다.
《진철대사비》에는 왕건이 진철이엄과 서로 만난 것이 천수 5년(923년)의 일로, 이 시기는 발해와 고려 사이에 직접적인 교섭이 시도되던 시기였다. 진철이엄이 왕건과 만나고 3년 뒤인 926년 1월 발해는 거란의 공격으로 멸망하였는데, 왕건은 이후 942년 거란이 화친을 요구해 오자 발해를 공격해 멸망시킨 점을 지적하면서 거란의 요구를 거절하고, 당시 후진(後晉)에서 온 서역의 승려 말라를 통해 후진 고조(高祖)에 거란을 협공하자고 제안하기도 하였다.
왕건이 이엄을 만난 것은 남쪽의 후백제와 함께 북쪽의 거란이라는 새로운 위협이 대두되고 있던 시기였다. 《진철대사비》에는 이엄을 만난 왕건이 "지금은 곧 나라의 원수가 자못 성가시게 굴고 이웃 나라가 번갈아 침략하니, 마치 초와 한이 서로 대립하여 자웅이 아직 결정되지 않은 것과 같습니다. 삼기(三紀, 36년) 동안 항상 두 가지 흉악함이 있었으니, 비록 절실히 살리기를 좋아하나 점차 서로 죽이는 것이 심해집니다."라고 토로하였는데, 왕건이 말한 '나라의 원수'와 '이웃 나라'란 각각 후백제(및 궁예 세력의 잔당)와 거란을 의미하고, 후백제뿐 아니라 북방에서 거란이 발해 멸망과 함께 남쪽으로 세력을 뻗치면서 고려에게 새로운 위협으로 떠오르고 있는 상황이었다. 신라 본국에서 화엄 교학을 배우고, 당으로 건너가 묵조선을 배운 '해동 4무외대사' 가운데 선각형미가 917년, 법경경유가 921년, 대경여엄이 930년에 입적하면서, 이 시점에서 '해동 4무외대사'는 진철이엄밖에 남아 있지 않았다.
수미산문의 이름은 불교의 수미산(須彌山)에서 따온 것인데, 수미산은 불교의 우주관에서 우주의 중심에 높게 솟아 신(神)들이 살고 있는 천상 세계(하늘)와 인간이 살고 있는 지상 세계(땅)를 연결해 주는 매개체 역할을 하는 신성한 공간으로 이해된다. 그리고 그 주변의 산과 바다 넓게는 큰 주(洲)와 대양으로 둘러싸여 있으며, 인간과 동식물이 사는 곳으로 천상과 지옥으로 구성된다(구산팔해). 
왕건은 사후 고려 조정으로부터 신성대왕(神聖大王)의 시호를 받았으며, 불교의 전륜성왕에 비기는 인물로 추켜세워졌다. 태조 왕건은 개경의 동북 지역에 해당하는 해주에 수미산문을 개창하고 진철이엄을 이곳으로 주석하게 함으로써, 고려 왕조가 수도로 삼고 있는 개경이 수미산에서 보아 남쪽에 해당하는 남섬부주로, 동시에 그 수미산의 북쪽에 인간 세계를 무너뜨릴 수 있는 마귀들이 살고 있는 지옥의 세계를 상정하였다고 남무희는 지적하였다.

### 내용주
1. ↑  이정인은 덕산 보원사로 지목하였다.[3]
2. ↑  《진철대사비》에서는 이를 '당 중화 6년'이라고 하였는데, 서기 885년 3월부터 당에서는 광계(光啓) 연호를 사용하였으므로 《진철대사비》가 언급한 '중화 6년'은 실제로는 '광계 2년'이고, '중화 6년'은 존재하지 않는다.